# Chiesa dell'Annunziata (Genzano di Lucania)
La chiesa dell'Annunziata, è ubicata nel comune di Genzano di Lucania, essa è un luogo di culto costruita in epoca medievale.

## Storia
Fondata con annesso monastero delle clarisse nel 1324 ad opera di Aquilina di Monteserico, fu edificata su una precedente chiesa di San Vitale risalente al IX secolo. Subì delle modifiche nel corso del XVI-XVII secolo, riconoscibili dal portale rinascimentale e dalla tipica decorazione barocca dell'interno della chiesa.

## Descrizione
Da rilevare il pulpito di legno dorato a sfondo rosso con uno stemma riconducibile alla famiglia De Marinis e una tela risalente al 1759 raffigurante la Sacra Famiglia, opera di Paolo de Maio, oggetto di esposizione nella mostra "Splendori del barocco defilato" a Potenza nel 2009 e a Firenze a Palazzo Medici Riccardi nel 2010.